# Patch Adams

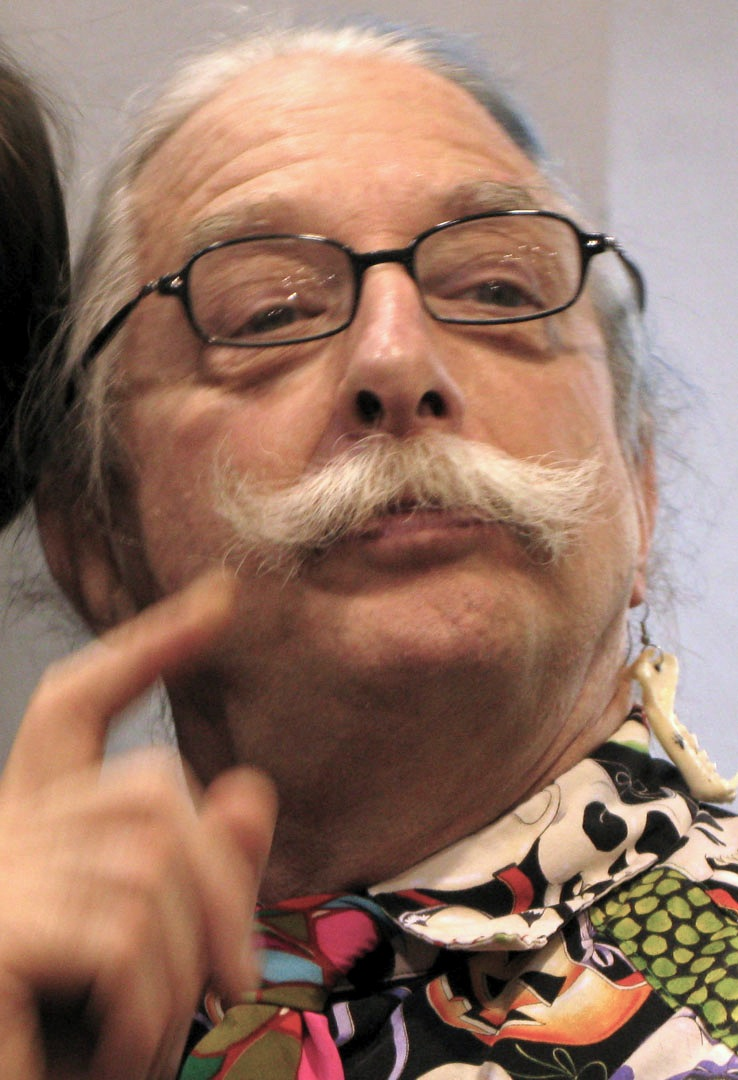
Hunter „Patch“ Adams 2008

Hunter Doherty „Patch“ Adams (* 28. Mai 1945 in Washington, D.C.) ist ein US-amerikanischer Arzt. Er gründete 1972 das Gesundheit! Institute. Sein Leben war das Vorbild für den Film Patch Adams mit Robin Williams in der Titelrolle. Adams lebt heute in Arlington, Virginia, wo er in Zusammenarbeit mit dem Institut alternative Heilkunst praktiziert.
Patch Adams ist auch Sozialaktivist, „Bürger-Diplomat“, Profi-Clown, Darsteller und Autor. Jedes Jahr organisiert er eine Gruppe von freiwilligen Clowns aus der ganzen Welt, die gemeinsam nach Russland reisen, um Waisen, Kranken und allen anderen Hoffnung zu geben. 1998 hat er auch Bosnien-Herzegowina besucht. Außerdem ist er Schirmherr des Berliner Vereins namu Art for Life Network e. V., mit dessen Akteuren er seit 2009 Kinder in Berliner Kliniken besucht.

## Frühe Karriere
Patch Adams promovierte 1971 am Medical College of Virginia. Er ist überzeugt von einer starken Verbindung zwischen Umwelt und Wohlbefinden. Er glaubt, dass die Gesundheit des Individuums nicht von der Familie, der Gemeinschaft und der ganzen Welt getrennt werden kann. In diesem Geiste wurde von ihm und einigen Freunden das Gesundheit! Institute gegründet, das zwölf Jahre lang als kostenlose Einrichtung bestand.

## Gesundheit! Institute
Eine veränderte Form des Institutes ist in West Virginia in Planung: eine kostenlose Klinik in einer gesundheitsorientierten Öko-Gemeinschaft. Das Ziel ist, ein traditionelles Krankenhaus mit alternativer Medizin (Akupunktur, Homöopathie etc.) zu kombinieren. Die Pflege soll medizinische Behandlung, aber auch künstlerischen Ausdruck, Handwerk, Naturerlebnis, Bodenbewirtschaftung und Entspannung beinhalten. Freiwillige werden auf der Website des Projekts schon jetzt um Mithilfe gebeten, obwohl das Krankenhaus selbst noch nicht erbaut ist. Momentan arbeiten diese mit dem dort ansässigen Frauengefängnis und einem kleinen Spital in der Region zusammen. Diese Arbeit wird durch einige Videos und Bücher (siehe Website) dokumentiert.

## Politischer Aktivist
Auch als politischer Aktivist ist Patch Adams in Erscheinung getreten: Eine von ihm unterstützte Bewegung ist MindFreedom International. Der Zusammenschluss von ungefähr hundert Initiativen tritt für die Menschenrechte von Patienten ein, bei denen psychische Störungen diagnostiziert wurden. Adams spielt hier eine führende Rolle im Kampf gegen die von Präsident George W. Bush vorgeschlagene „New Freedom Commission on Mental Health“ („Neue Freiheits-Kommission zur mentalen Gesundheit“).
Der ehemalige Geschäftsführer von MindFreedom International, David Oaks, sagte, dass „Präsident Bush jeden Amerikaner auf ‚geistige Gesundheit‘ untersuchen lassen möchte“. Adams antwortete, indem er sich anbot, Bush zu untersuchen: „Er braucht jede Menge Hilfe. Ich werde ihn gratis empfangen.“